# Copa das Nações do Oeste Africano de 2019
A Copa das Nações do Oeste Africano de 2019 é a quinta edição desta competição internacional de futebol. É realizada no Senegal, sendo organizada pela União das Federações Oeste Africanas (UFOA). Todos os jogos serão disputados no Estádio Lat-Dior, na cidade de Thiès.

## Países participantes
| Zona 1 - Benim - Burquina Fasso - Gana - Costa do Marfim - Libéria - Níger - Nigéria - Togo | Zona 2 - Cabo Verde - Gâmbia - Guiné - Guiné-Bissau - Mali - Mauritânia - Senegal - Serra Leoa |

## Sorteio
O sorteio da fase preliminar teve lugar em 29 de maio de 2019 no Radisson Blu Sea Plaza Hotel em Dakar.

## Premiação
| Copa das Nações do Oeste Africano de 2019 |
| Senegal                                   |
| ----------------------------------------- |
| Senegal Campeão (1º título)               |